# Josep Roca-Sastre i Muncunill
Josep Roca-Sastre i Muncunill (Terrassa, 1928 - Barcelona, 1997) fou un pintor català, fill del jurista Ramon Maria Roca i Sastre i net de l'arquitecte modernista, Lluís Muncunill i Parellada. La seva carrera va començar el 1956 París on passà dos anys amb una beca de l'Institut Francès i on guanyà el Primer Premi del concurs Jeune Peinture. Més endavant desenvolupà una temàtica urbana i intimista, molt personal, que reflecteix un món d'interiors modernistes, inspirats sovint en passadissos i racons del seu mateix estudi de l'Eixample de Barcelona.
Fou membre numerari de la Reial Acadèmia Catalana de Belles Arts de Sant Jordi de Barcelona (1980). Havia obtingut el premi Sant Jordi de la Diputació de Barcelona (1966) i la medalla d'honor del Salon des Artistes Français de París (1968) i el Premi Quadern de la Fundació Amics de les Arts i de les Lletres de Sabadell (1993).